# Крафт VII (Хоенлое-Нойенщайн-Вайкерсхайм)
Крафт VII (III) фон Хоенлое-Нойенщайн-Вайкерсхайм (на немски: Kraft VII (III) von Hohenlohe-Neuenstein-Weikersheim; * 14 ноември 1582 в Лангенбург; † 11 септември 1641 в Регенсбург) е граф на Хоенлое-Нойенщайн-Вайкерсхайм.
Той е третият син на граф Волфганг фон Хоенлое-Вайкерсхайм (* 14 юни 1546 във Валденбург; † 28 март 1610 във Вайкерсхайм) и съпругата му Магдалена фон Насау-Диленбург (* 15 декември 1547 в Диленбург; † 16 май 1633 в Йоринген), дъщеря на граф Вилхелм „Богатия“ фон Насау-Диленбург и Юлиана фон Щолберг-Вернигероде.
Брат е на Георг Фридрих (1569 – 1647), граф на Хоенлое във Вайкерсхайм, Лудвиг Казимир (1578 – 1604), Филип Ернст (1610 – 1584), граф в Лангенбург, и на Албрехт (1585 – 1605).
През Тридесетгодишната война фамилията Хоенлое бяга в Ордруф.
Той умира в Регенсбург на 11 октомври 1641 г. и е погребан в Нойенщайн.

## Фамилия
Крафт VII се жени в Нойенщайн на 17 май 1615 г. за пфалцграфиня София фон Цвайбрюкен-Биркенфелд (* 29 март 1593 в Ансбах; † 16 ноември 1676 в Нойенщайн), дъщеря на пфалцграф Карл I фон Цвайбрюкен-Биркенфелд (1560 – 1600) и Доротея фон Брауншвайг-Люнебург (1570 – 1649). Те имат децата:
- София Магдалена (1616 – 1627)
- Йохан Фридрих I фон Хоенлое-Нойенщайн-Йоринген (1617 – 1702), граф в Йоринген, женен за принцеса Луиза Амьона фон Шлезвиг-Холщайн-Норбург (1642 – 1685), дъщеря на херцог Фридрих фон Шлезвиг-Холщайн-Норбург
- Крафт Магнус (1618 – 1670)
- Зигфрид (1619 – 1684), от 1677 г. граф във Вайкерсхайм, женен I. за графиня Мария фон Каунитц (ок. 1620 – 1674), II. за пфалцграфиня София Амалия фон Пфалц-Цвайбрюкен (1646 -1695), дъщеря на пфалцграф Фридрих фон Пфалц-Цвайбрюкен
- Анна Доротея (1621 – 1643), омъжена на 8 декември 1638 г. за граф Йоахим Ернст фон Йотинген-Йотинген (1612 – 1658)
- Волфганг Юлиус (1622 – 1698), от 1677 г. граф на Хоенлое-Нойенщайн, женен I. на 25 август 1666 г. за принцеса София Елеонора фон Холщайн-Пльон (1644 – 1729), II. на 4 септември 1689 г. за графиня Франциска Барбара фон Велц-Вилхермсдорф (1660 – 1718)
- Клара Диана (1623 – 1632)
- Йохан Лудвиг фон Хоенлое (1625 – 1689), от 1677 г. граф в Кюнцелзау, женен 1681 г. за графиня Магдалена София фон Йотинген-Йотинген (1654 – 1691)
- Маргарета Хедвиг (1625 – 1676), омъжена на 26 септември 1658 г. за пфалцграф Карл II Ото фон Цвайбрюкен-Биркенфелд (1625 – 1671)
- Шарлота Сузанна Мария (1626 – 1666), омъжена 1650 г. за Лудвиг Вирих фон Левенхаупт, граф фон Разеборг (1622 – 1668)
- София Магдалена (1628 – 1680)
- Ева Крафтелина (1629 – 1651)
- Филип Максимилиан Йоханес (1630 – 1658)
- Елеанора Клара (1632 – 1709), омъжена на 14 юни 1662 г. за граф Густав Адолф фон Насау-Саарбрюкен (1632 – 1677)